# شهرستان سوران

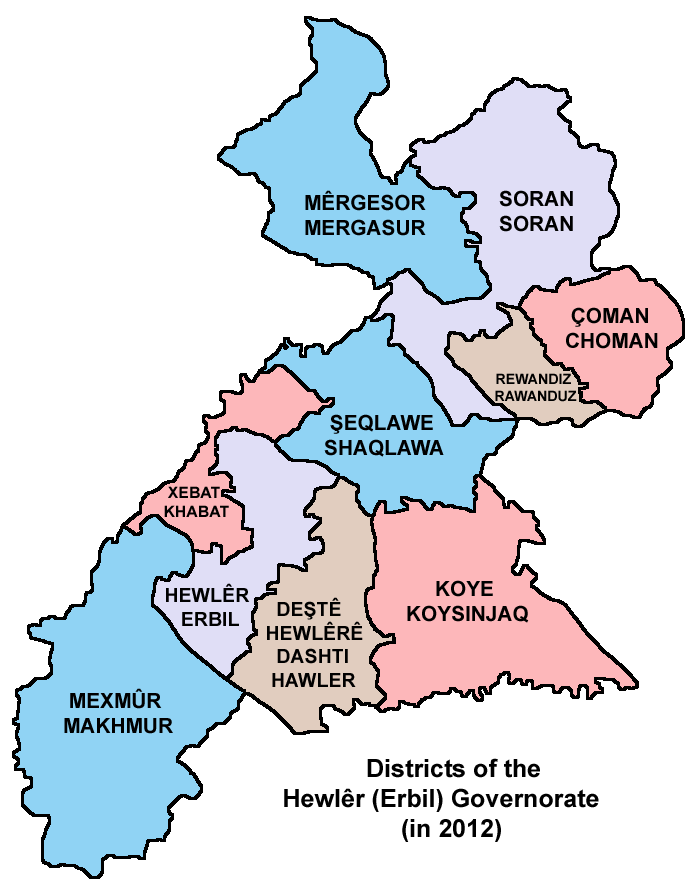
نمایی از محل شهرستان سوران در نقشهٔ اربیل - ۲۰۱۴

شهرستان سوران (کردی: قه‌زای سۆران) یکی از شهرستان‌های استان اربیل در اقلیم کردستان عراق و کشور عراق است. مرکز آن شهر سوران است. این شهرستان هم‌مرز با کشورهای ایران و ترکیه است.